# Padules
Padules est une commune de la province d'Almería, Andalousie, en Espagne.

## Géographie

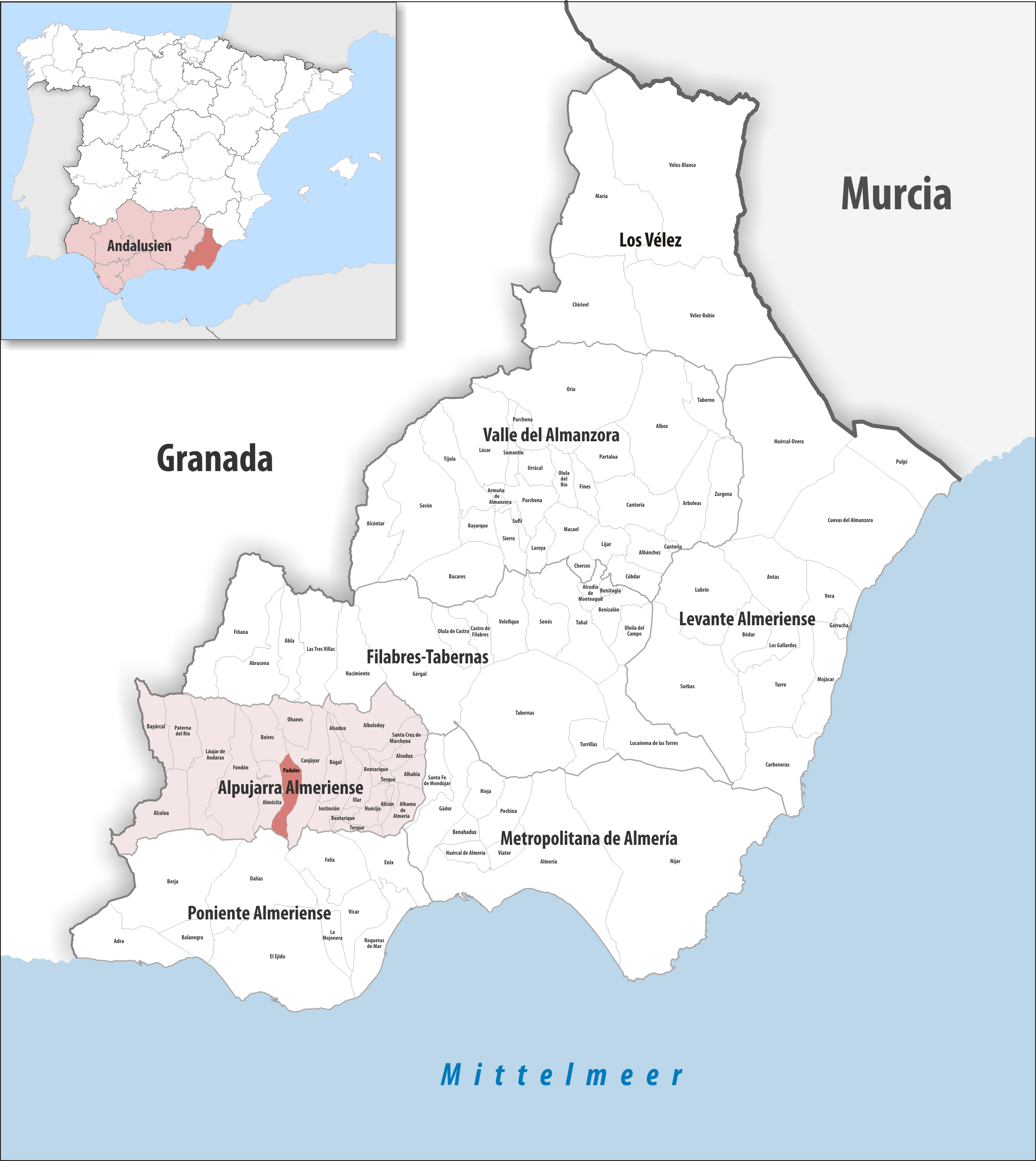
Padules dans la comarque Alpujarra almeriense, province d'Almería / en Andalousie

### Localisation
La commune de Padules se trouve au sud-sud-est de l'Espagne, dans le sud de la province d'Almería et vers le centre de la comarque Alpujarra almeriense.
Almería est à 47 km est-sud-est ;
Madrid à 510 km nord ;
Malaga à 200 km ouest ;
Gibraltar à 338 km ouest-sud-ouest (distances par route).
Padules fait partie de l'Alpujarra, petite région entre la sierra Nevada au nord et la mer Méditerranée au sud, limitée à l'ouest par la sierra de Lujar (es) et à l'est par la sierra de Gádor.

### Hydrographie

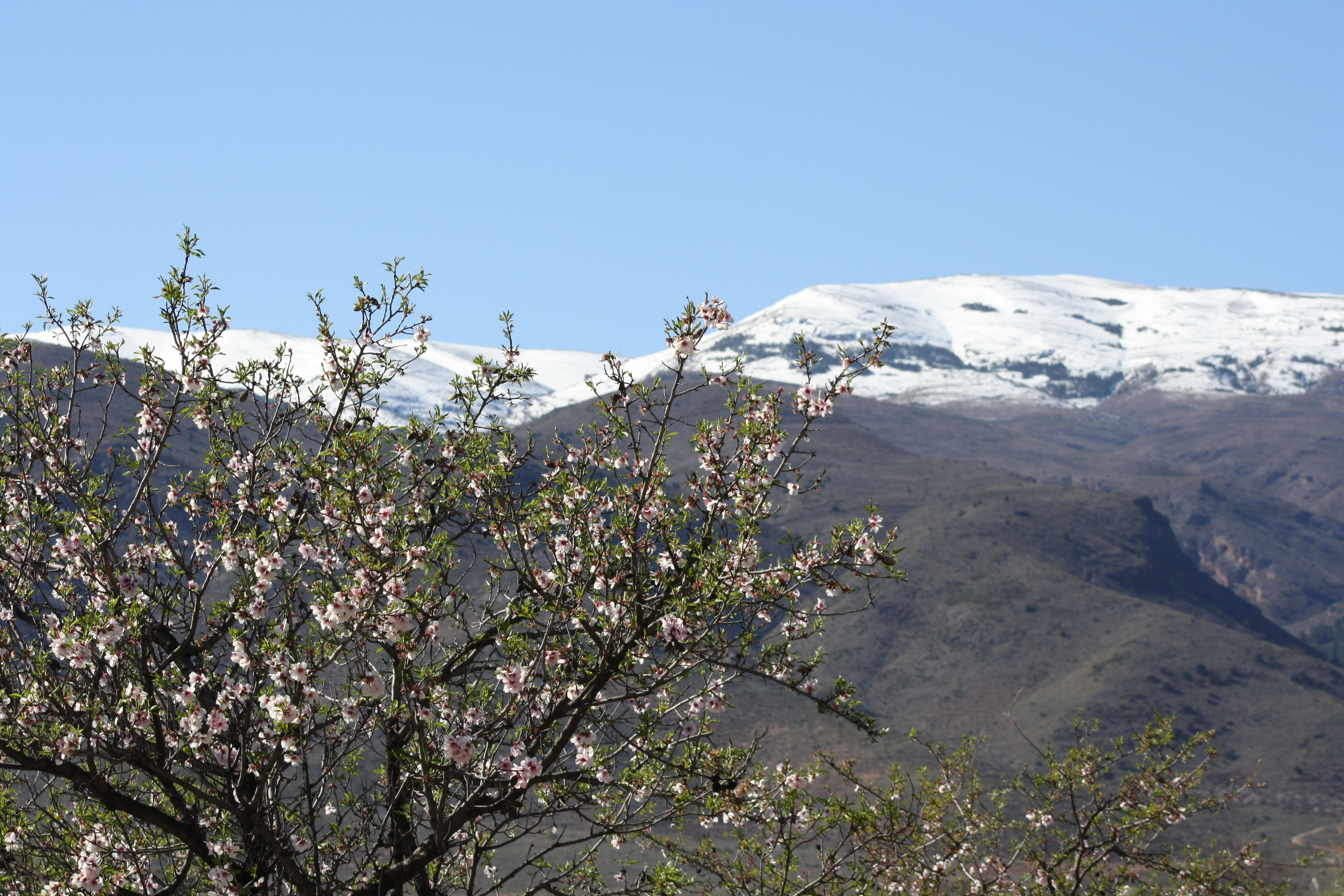
Sierra de Gádor vue depuis Padules

Le fleuve Andarax traverse la commune d'ouest en est. Il y reçoit en rive gauche (au nord) le barranco del Bosque puis le barranco de las Eras. Le bourg de Padules est proche de ce dernier, à  l'ouest. Au sud du village, il a sculpté les parois et formé des bassins au lieu-dit Los Canales, déclaré Monument naturel en 2019.

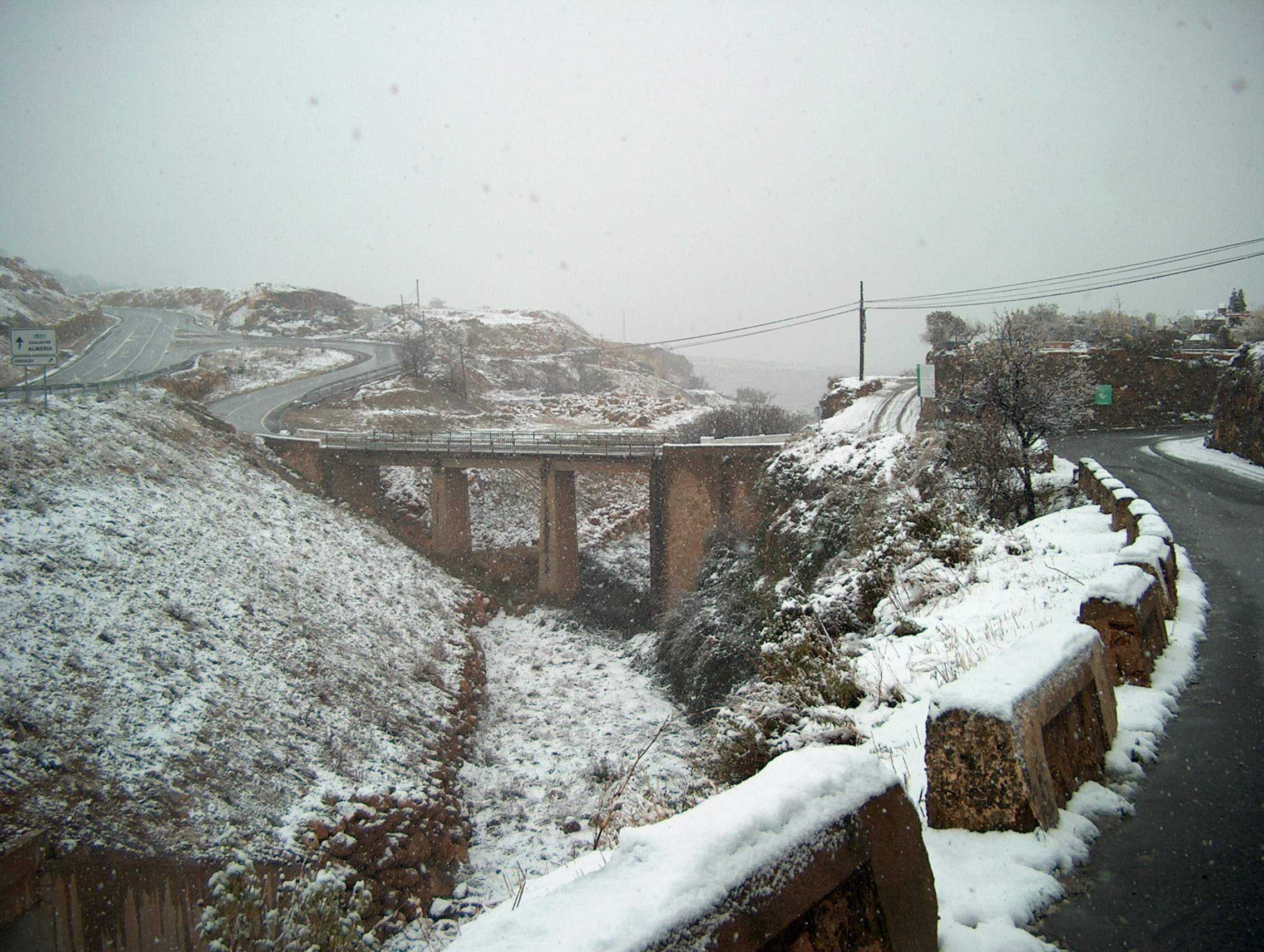
pont sur le barranco de las Eras au nord du village
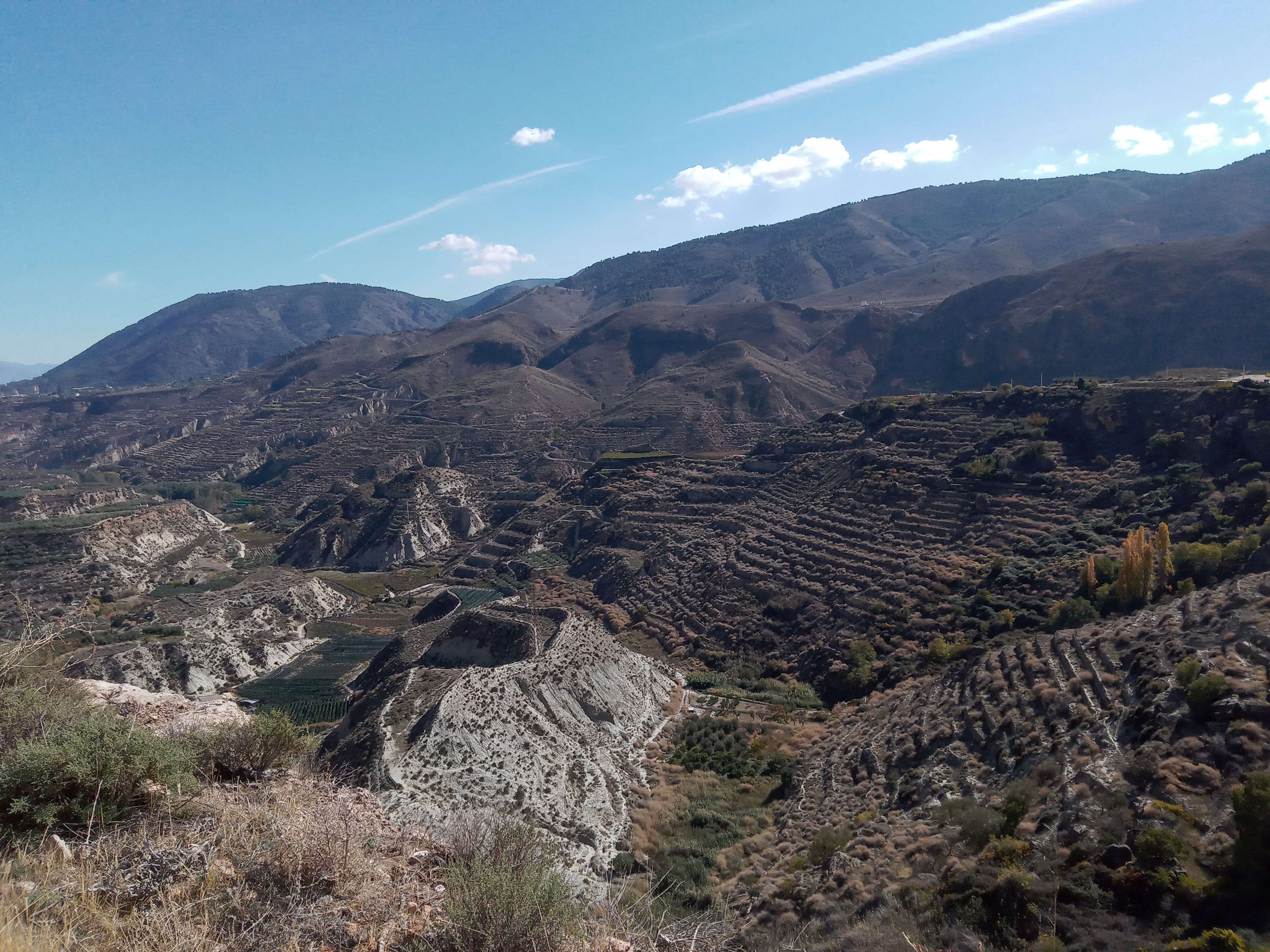
Vue vers l'est depuis le village
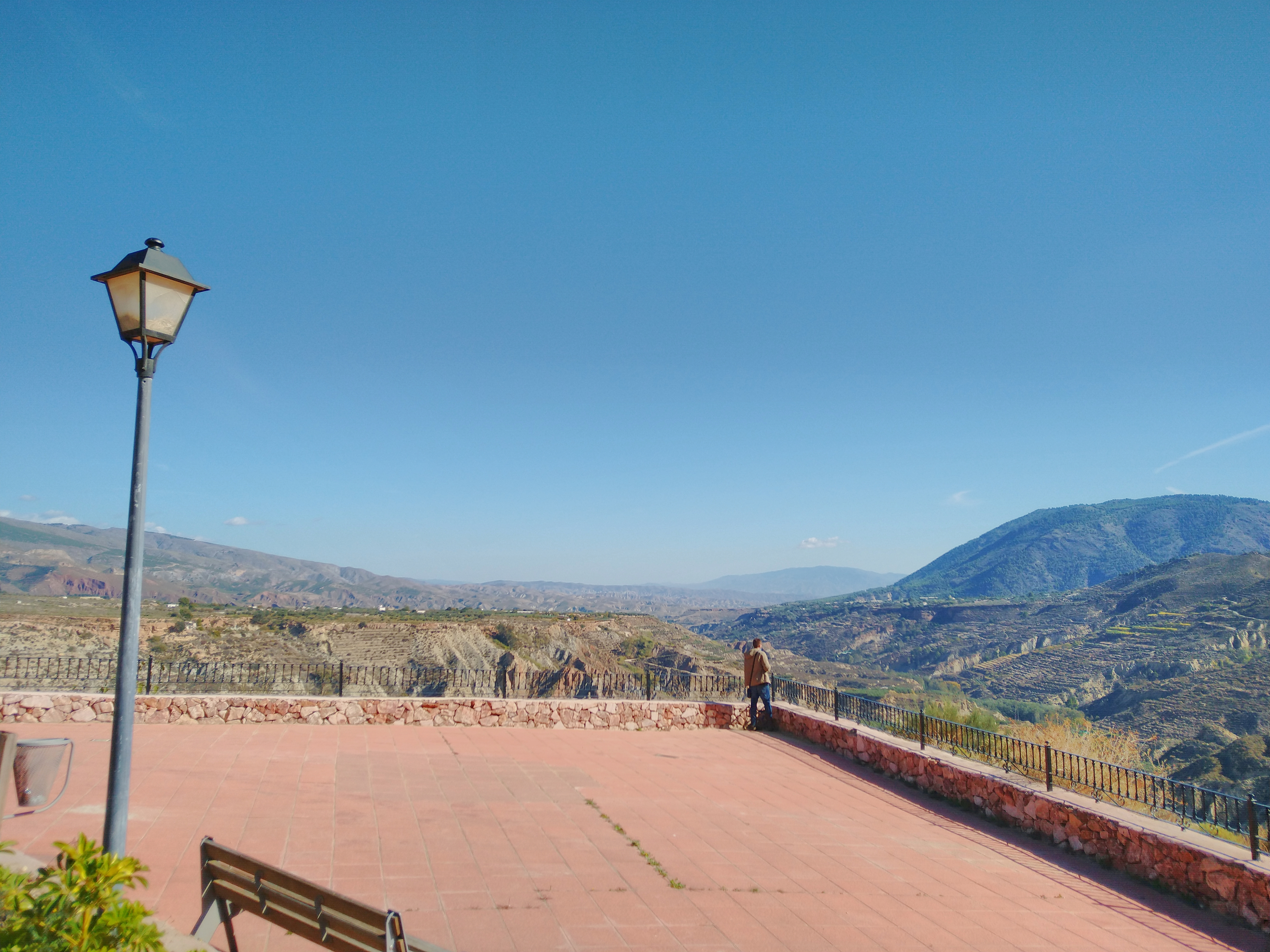
Vue vers l'est sur le Mirador Tajo del Faraite
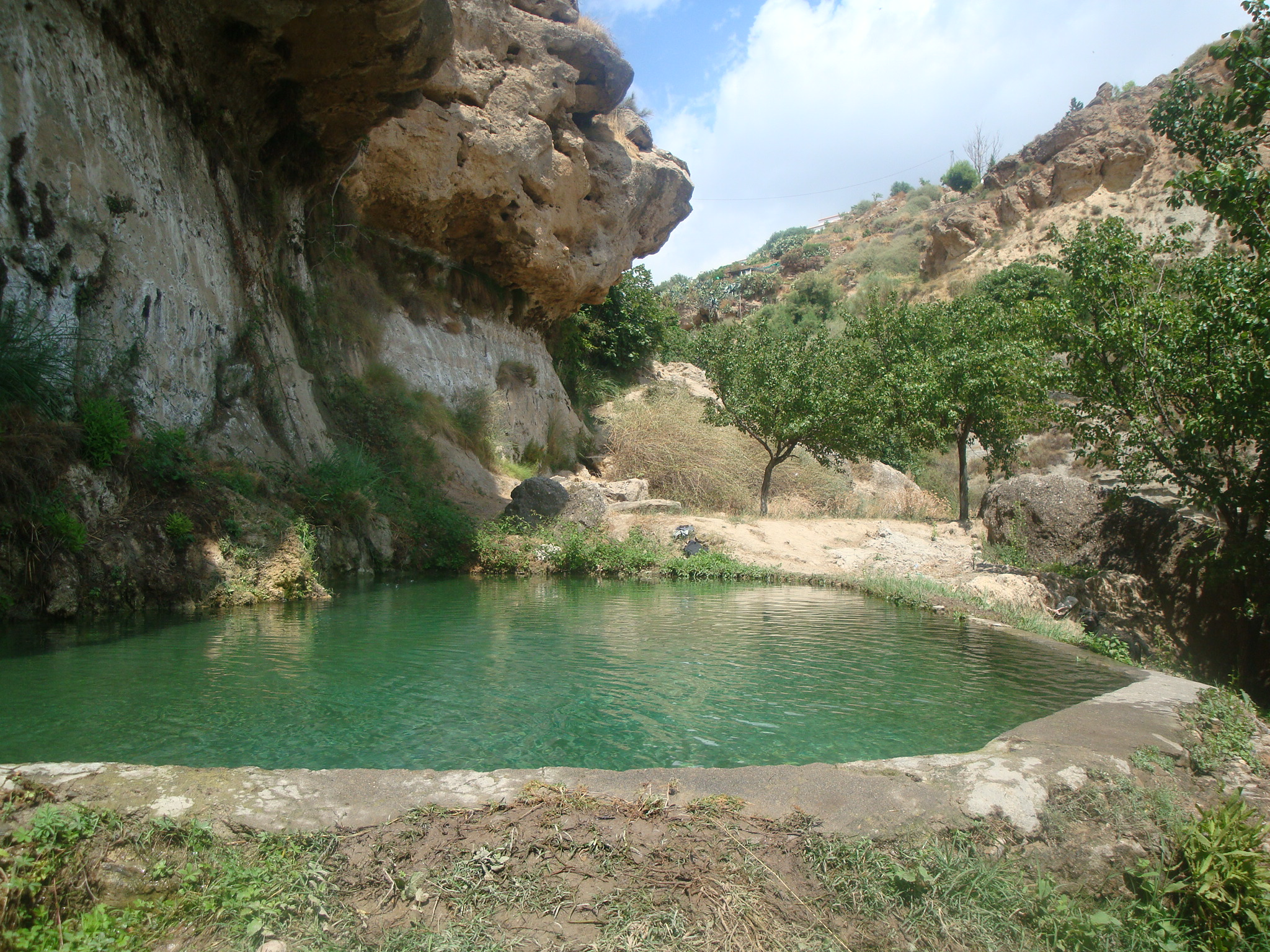
Las Canales
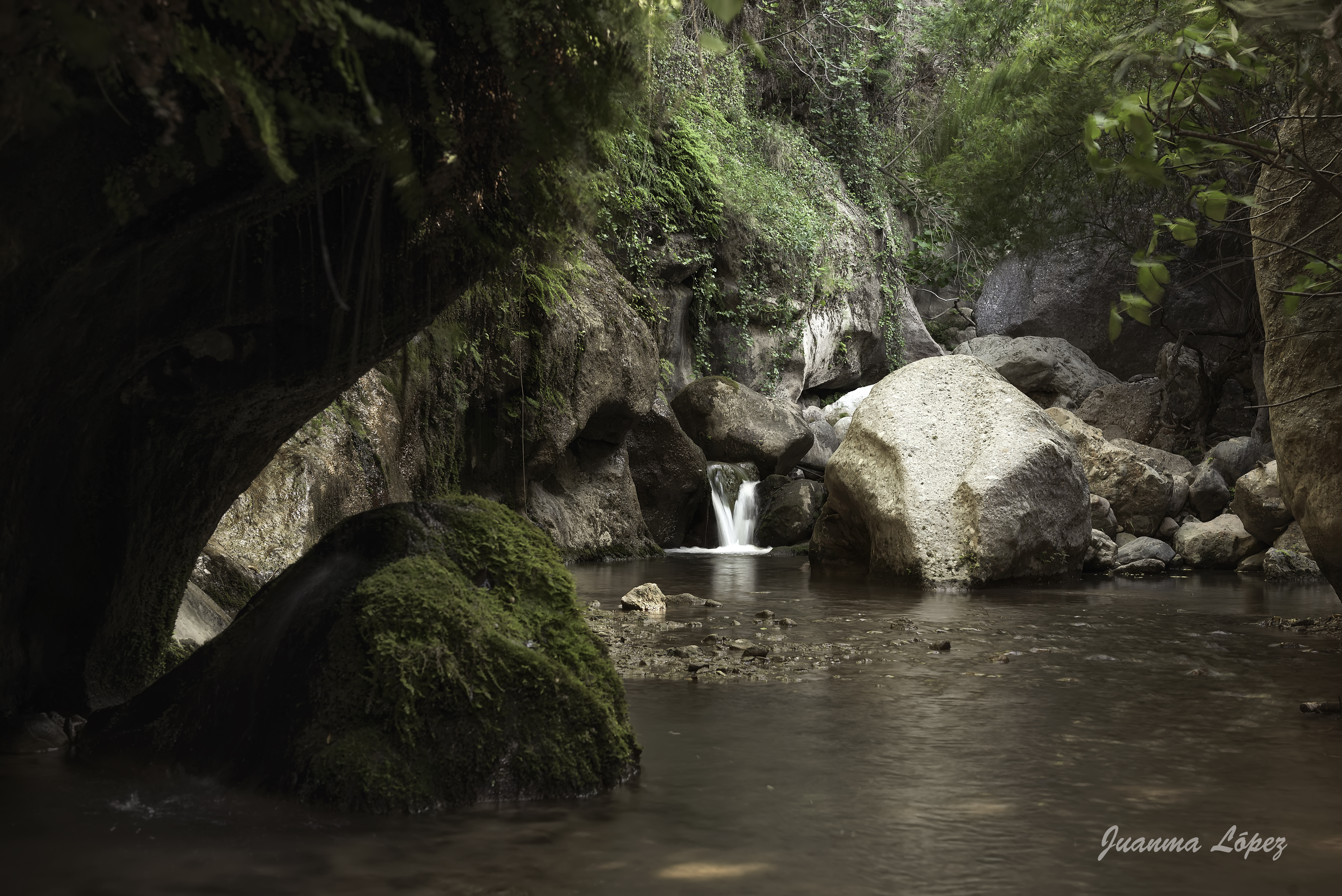
Las Canales

### Généralités
L'altitude la plus élevée sur la commune est au Cerro del Toril dans le sud, à 1 777 m d'altitude, dans la sierra de Gádor.

## Économie
Vin de pays Ribera del Andarax
Elle fait partie de la zone couverte par l'appellation « vin de pays » (es) (Vino de la Tierra) Ribera del Andarax (es),
une indication géographique réglementée en 2003. 21 communes en font partie, toutes dans la province d'Almería : 
Alboloduy, 
Alhabia, 
Alhama de Almería, 
Alicún, 
Almócita, 
Alsodux, 
Beires,
Bentarique, 
Canjáyar, 
Enix, 
Felix, 
Gérgal, 
Huécija,
Illar, 
Instinción, 
Nacimiento, 
Ohanes, 
Padules,
Rágol, 
Santa Cruz de Marchena,
Terque.